# Tottori-præfekturet
Tottori-præfekturet (鳥取県 Tottori-ken) er et præfektur i Japan.
Præfekturet ligger i regionen Chūgoku på den østlige del af Japans hovedø Honshū. Det har et areal på 3.507 km2
og et befolkningstal på 549.925 (2021) indbyggere. Hovedbyen er byen Tottori.